# Giulia Fossà
Giulia Fossà, née le 22 septembre 1963 à Rome, est une actrice et journaliste italienne.

## Filmographie

### Cinema
- 1980 : L'avvertimento de Damiano Damiani
- 1981 : Il minestrone de Sergio Citti
- 1983 : La vela incantata de Gianfranco Mingozzi
- 1988 : Gli invisibili de Pasquale Squitieri
- 1989 : Non più di uno de Roberto Pelosso
- 1990 : Volevo i pantaloni de Maurizio Ponzi, adaptation du roman Je voulais des pantalons
- 1990 : Pure Juice de Stefano Rolla
- 1993 : Caccia alle mosche de Angelo Longoni